# Bruno Viserta Costantini
Bruno Viserta Costantini (Napoli, 1º maggio 1937) è un politico italiano.
Senatore della Repubblica per due legislature dal 1996 al 2006 con i Democratici di Sinistra, è stato anche sottosegretario di Stato alla Sanità nel primo governo Prodi.